# Werner Salzmann (Politiker, 1962)

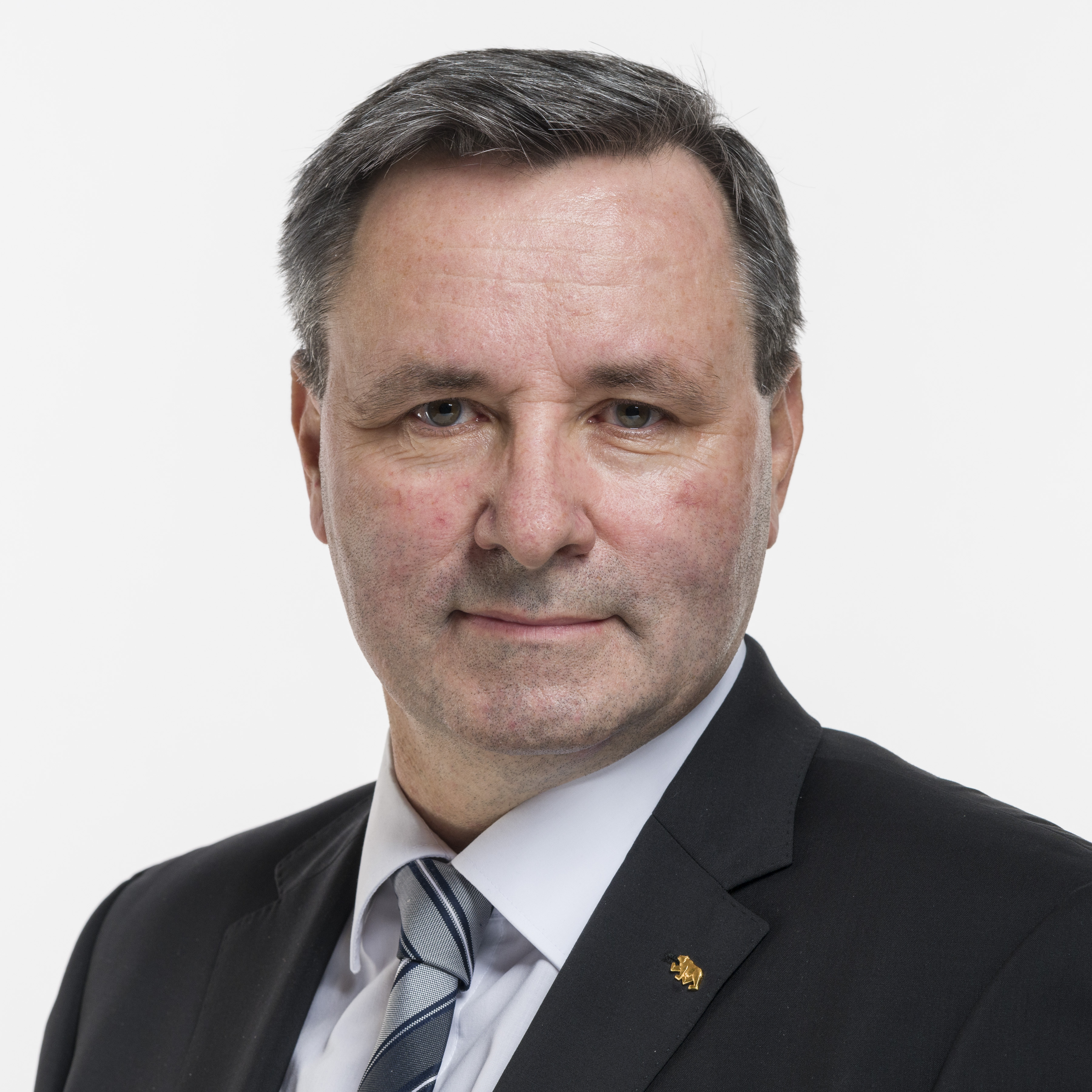
Werner Salzmann (2019)

Werner Salzmann (* 5. November 1962 in Gurtendorf bei Wabern, Gemeinde Köniz; heimatberechtigt in Eggiwil) ist ein Schweizer Politiker (SVP). Er ist aktuell der 2. Vizepräsident des Ständerats.

## Leben und Beruf
Salzmann besuchte von 1969 bis 1979 Primar- und Sekundarschule in Wabern und Fraubrunnen. Von 1979 bis 1980 absolvierte er ein landwirtschaftliches Lehrjahr in Chavannes-le-Chêne. Von 1980 bis 1982 besuchte er die Jahresschule Rütti in Zollikofen und schloss mit der eidgenössischen Fähigkeitsprüfung als Landwirt ab.  1984 begann er das Studium an der Hochschule für Landwirtschaft in Zollikofen und schloss 1987 als Ingenieur Agronom FH ab.
Von 1989 bis 1993 arbeitete er als Produktmanager und Aussendienstmitarbeiter bei der Firma Eric Schweizer Samen AG in Thun. Von 1993 bis 1995 war er technischer Sachbearbeiter in der Abteilung Landwirtschaft des Kantons Aargau in Aarau. Von 1995 bis 2007 arbeitete er als landwirtschaftlicher Steuerexperte SV des Kantons Bern in Burgdorf. 2007 wurde er zum Chefexperten Landwirtschaft des Kantons Bern befördert und zum Präsidenten der Arbeitsgruppe Landwirtschaft der Schweizerischen Steuerkonferenz (SSK) ernannt. 2021 wurde er zum Präsidenten des Verbandes Schweizer Gemüseproduzenten (VSGP) gewählt und vertritt im Parlament somit auch die Interessen der Gemüseproduzenten. Er folgte auf Hannes Germann.
Seine militärische Laufbahn begann Salzmann 1982 mit der Rekrutenschule, wonach er zum Leutnant der Infanterie befördert wurde. 1989 erreichte er den Grad eines Oberleutnants und 1992 denjenigen eines Hauptmanns der Infanterie. 2000 wurde er zum Oberstleutnant (Bataillonskommandant) und 2006 zum Oberst befördert.
Im Jahr 2022 wurde er vom Berner Schiesssportverband (BSSV) zu dessen Ehrenpräsidenten ernannt, wo er von 2009 bis 2021 als Präsident amtierte.
Salzmann ist verheiratet, hat vier Kinder und wohnt in Mülchi.

## Politische Laufbahn
Von 1988 bis 1996 war Salzmann Präsident der SVP-Sektion Mülchi. Von 2003 bis 2007 war er im Vorstand der SVP Amtsverband Fraubrunnen tätig. Von 2009 bis 2010 war er Präsident des Komitees gegen die Eidgenössische Volksinitiative «Für den Schutz vor Waffengewalt». Ab 2012 war er Parteipräsident der SVP Kanton Bern, seit 2013 ist er Vorstandsmitglied der SVP Region Fraubrunnen und seit 2014 Vorstandsmitglied der SVP Mittelland-Nord.
Bei den Schweizer Parlamentswahlen 2015 im Oktober wurde er in den Nationalrat und bei den Wahlen 2019 im zweiten Wahlgang in den Ständerat als Vertreter des Kantons Bern gewählt. Dort ist er Mitglied der Geschäftsprüfungskommission, der Kommission für Verkehr und Fernmeldewesen und der Sicherheitspolitischen Kommission, die er seit 2021 präsidiert. Nachdem er am 22. Oktober 2023 im 1. Wahlgang als zweitplatzierter abschnitt, jedoch niemand das absolute Mehr erreichte und sich anschliessend alle berechtigten Kandidatinnen und Kandidaten für den 2. Wahlgang zurückgezogen, wurde Salzmann in stiller Wahl als Ständerat bestätigt.
Ende Juni 2021 trat Salzmann als Parteipräsident der SVP Kanton Bern zurück. Zu seinem Nachfolger wurde Manfred Bühler gewählt.
Salzmann kandidierte nach der Rücktrittsankündigung von Bundesrat Ueli Maurer im Oktober 2022 für den Bundesrat. Die Fraktion der SVP nahm ihn aber nicht in ihren Wahlvorschlag an die Vereinigte Bundesversammlung auf; er unterlag Hans-Ueli Vogt knapp mit 25 zu 26 Stimmen.